# Atahualpa
Atahualpa (puno ime Topa Atao Huallpa Yupanqui) (Quito, 20. ožujka 1497. - Cajamarca, 29. kolovoza 1533.), posljednji (četrnaesti po redu) car Inka (Sapa Inka); vladao 1532. – 1533. Iako nije poznato sa sigurnošću, postoji mišljenje da njegovo ime (kečuanski Ata-wallpa), znači pijetao.

## Životopis
Bio je mlađi sin vladara Inka, Huayna Capaca (1493. – 1527.) i ekvadorske princeze Tocto Ocllo Coca. Premda, kao izvanbračni sin nije imao pravo nasljedstva prijestolja, njegov mu je otac osigurao pravo na dio nasljedstva, tako što je podijelio Carstvo Inka na dva dijela. Atahualpa je vladao manjim dijelom na sjeveru iz grada Quito, a stariji brat i legitimni nasljednik, Huáscar (1527. – 1532.) iz tradicionalnog sjedišta, gradom Cuzco. Kada se Huáscar okrunio u Cuscu 1527. godine, Atahualpa se pobunio i organizirao vojsku sjevernog dijela carstva te se proglasio carem Inka u Quitou, zbog čega je buknuo građanski rat između polubraće. U tom sukobu, Atahualpa je uspio pobijediti Huáscara, 1532. godine na Quipaipanu, pored Cusca, nakon čega, proglasio se vladarom cijelog Carstva. Brata je zarobio, a obitelj mu je dao pogubiti.
U trenutku razrješenja građanskog rata među dvojicom braće, u to područje došli su španjolski konkvistadori pod zapovjedništvom Francisca Pizarra (1478. – 1541.). U studenom 1532. godine došlo je do fatalnog susreta između Atahhualpe i Pizzara u gradu Cajamarci. Premda je vladar Inka u tom trenutku raspolagao s nekih 70.000 do 200.000 ljudi, a Španjolaca bilo jedva 160, Pizzaro ga je uspio na prijevaru zarobiti. Španjolski osvajači su postupali dobro sa svojim uglednim zatočenikom. Dozvoljeno mu je da formalno upravlja državom iz zatvora, naučio je pisati i čitati, a ujedno je stekao i prijatelje među španjolskim vođama. Nakon nekoliko mjeseci, osuđen je zbog izdaje, skrivanja blaga, urote protiv španjolske krune i ubojstva Huáscara. Kao otkup, morao je napuniti dvije sobe zlatom i srebrom te dati svoju rođakinju dovedenu iz Cusca, Pizarru za ljubavnicu. Iako je ispunio sve uvjete, ipak je osuđen na smrt i pogubljen. Odabrao je smrt vješanjem, nakon što je bio pokršten. Druga mogućnost koja mu se nudila bila je spaljivanje na lomači ako ne bi pristao na pokrštavanje. Njegovom smrću propalo je nezavisno Carstvo Inka.

## Vanjske poveznice
|  | Zajednički poslužitelj ima još gradiva o temi Atahualpa |

- Atahualpa Hrvatska enciklopedija
- Atahualpa Proleksis enciklopedija
- Atahuallpa Britannica (engl.)

| Prethodnik Huáscar (1527.-1532.) | Kralj Inka carstva 1527.-1533. | Nasljednik Túpac Huallpa (1533.) (španjolski eksponent) |